# Uriah Heep Live
Uriah Heep Live je živé album britské rockové skupiny Uriah Heep. Obsahuje hity jako Easy Livin, Sweet Lorraine, Sunrise a rozšířenou verzi skladby July Morning. Tato deska, spolu s živákem Made in Japan od Deep Purple, patří k nejlepším živým rockovým nahrávkám, které byly v první polovině 70. let nahrány.[zdroj?]

## Seznam skladeb

### Strana jedna
1. "Sunrise" (3:50)
2. "Sweet Lorraine" (4:27)
3. "Traveller in Time (3:20)
4. "Easy Livin'" (2:43)

### Strana dva
1. "July Morning" (11:23)
2. "Tears in My Eyes" (4:34)

### Strana tři
1. "Gypsy" (13:32)
2. "Circle of Hands" (8:47)

### Strana čtyři
1. "Look at Yourself" (7:29)
2. "The Magician's Birthday" (1:15)
3. "Love Machine" (3:07)
4. "Rock 'n' Roll Medley: Roll Over Beethoven/Blue Suede Shoes/Mean Woman Blues/Hound Dog/At The Hop/Whole Lotta Shakin' Goin' On" (8:17)

### Rozšířené vydání z roku 2004
1. „Something or Nothing“ (US Radio Show)
2. „I Won't Mind“ (US Radio Show)
3. „Look at Yourself“ (US Radio Show)
4. „Gypsy“ (US Radio Show)
5. „Easy Livin'“ (Film Mixes Used For Radio)
6. „So Tired“ (Film Mixes Used For Radio)
7. „I won't Mind“ (Film Mixes Used For Radio)
8. „Something or Nothing“ (Film Mixes Used For Radio)
9. „The Easy Road“ (Film Mixes Used For Radio)
10. „Stealin'“ (Film Mixes Used For Radio)
11. „Love Machine“ (Film Mixes Used For Radio)
12. „Roll Over Beethoven Medley“

## Sestava
- David Byron – zpěv
- Ken Hensley – klávesy, doprovodný zpěv
- Mick Box – kytara, doprovodný zpěv
- Gary Thain – baskytara, doprovodný zpěv
- Lee Kerslake – bicí, doprovodný zpěv